# Mikel Nieve
Mikel Nieve Iturralde (født 26. maj 1984 i Leitza, Navarra) er en spansk tidligere cykelrytter, der sluttede sin karriere i oktober 2022.
Han cyklede i 2014-2017 for Team Sky.
I 2010 vandt han 16. etape af Vuelta a España.